# Folsomia manolachei
Folsomia manolachei är en urinsektsart som beskrevs av Bagnall 1939. Folsomia manolachei ingår i släktet Folsomia, och familjen Isotomidae. Arten är reproducerande i Sverige.